# Moon Kyeong-ha
Dans ce nom coréen, le nom de famille, Moon, précède le nom personnel.
Moon Kyeong-ha, née le 29 mai 1980, est une handballeuse internationale sud-coréenne. 
Avec l'équipe de Corée du Sud, elle participe aux jeux olympiques de 2000, jeux olympiques de 2004 et 2012. Elle remporte une médaille d'argent en 2004.
Lors de la saison 2008-2009, elle rejoint le club de Hypo Niederösterreich où elle joue aux côtés de sa compatriote Oh Seong-ok.

## Palmarès
- Jeux olympiques d'été
  -  aux jeux Olympiques de 2004 à Athènes,  Grèce